# كالوم سكوتسون
كالوم سكوتسون (بالإنجليزية: Callum Scotson) (و. 1996  م) هو راكب دراجة هوائية أسترالي، ولد في جاولر، شارك في ركوب الدراجات في الألعاب الأولمبية الصيفية 2016.

## سباقات أو مراحل فاز بها
| التاريخ        | السباق                                                                       | المركز                   |
| -------------- | ---------------------------------------------------------------------------- | ------------------------ |
| 07 يناير 2016  | سباق الزمن تحت سن 23 في بطولة أستراليا لركوب الدراجات 2016                   | الفائز في التصنيف العام  |
| 12 أغسطس 2016  | ركوب الدراجات في الألعاب الأولمبية الصيفية 2016 – سباق المطاردة لفرق الرجال" | المركز الثاني            |
| 05 يناير 2017  | سباق الزمن تحت سن 23 في بطولة أستراليا لركوب الدراجات 2017                   | الفائز في التصنيف العام  |
| 02 أبريل 2017  | تريبتيك ديس مونتس إت شاتيوكس 2017                                            | الخامس في التصنيف العام  |
| 18 سبتمبر 2017 | سباق الزمن تحت 23 سنة في بطولة العالم 2017                                   | الخامس في التصنيف العام  |
| 04 يناير 2018  | سباق الزمن تحت سن 23 في بطولة أستراليا لركوب الدراجات 2018                   | الفائز في التصنيف العام  |
| 24 سبتمبر 2018 | سباق الزمن تحت 23 سنة في بطولة العالم 2018                                   | العاشر في التصنيف العام  |
| 28 مارس 2021   | فولتا كاتالونيا 2021                                                         | الثامن في تصنيف أفضل شاب |
| 12 مايو 2024   | طواف المجر 2024                                                              | السابع في التصنيف العام  |

## روابط خارجية
- كالوم سكوتسون على موقع الاتحاد الدولي للدراجات (الإنجليزية)
- كالوم سكوتسون على موقع أرشيف الدراجات (الإنجليزية)
- كالوم سكوتسون على موقع إحصائيات الدراجات الإحترافية (الإنجليزية)
- كالوم سكوتسون على موقع نسبة الدراجات (الإنجليزية)
- كالوم سكوتسون على موقع CycleBase (الإنجليزية)
- كالوم سكوتسون على موقع أوليمبيديا (الإنجليزية)
- كالوم سكوتسون على موقع اللجنة الأولمبية الأسترالية (الإنجليزية)